# Jean César Graziani
Jean César Graziani (Bastia, 15 novembre 1859 – Parigi, 8 febbraio 1932) è stato un generale francese.
Durante la prima guerra mondiale svolse inizialmente compiti di stato maggiore prima di prendere il comando di unità di fanteria sul fronte occidentale. Nel marzo 1918 venne inviato in Italia per guidare i contingenti francesi trasferiti sul fronte italiano al fine di aiutare l'alleato dopo la catastrofe di Caporetto. Svolse un ruolo importante nel corso della Battaglia di Vittorio Veneto, alla testa della 12ª Armata, una formazione mista costituita da reparti francesi e italiani.

## Biografia
Nato il 15 novembre 1859 a Bastia in Corsica, entrò nell'Accademia militare di Saint-Cyr il 31 ottobre 1878. La sua carriera nella fanteria proseguì rapidamente e, dopo le campagne di Tunisia ed Algeria, prese il comando nel 1909 del 96º reggimento di fanteria. Nel 1912 venne nominato responsabile della fanteria all'interno del Ministero della Guerra. Promosso generale di brigata, conservò la direzione della fanteria fino al 26 gennaio 1913 quando venne scelto come capo di gabinetto del ministro della Guerra.
Un mese dopo l'inizio della prima guerra mondiale venne nominato sotto-capo di stato maggiore dell'esercito. Nel dicembre venne promosso generale di divisione e il 31 luglio 1915 divenne capo di stato maggiore dell'esercito dell'interno. Nell'aprile 1917 ricevette il comando di una divisione di fanteria, poi a dicembre di un corpo d'armata. Il 5 novembre 1917 venne citato nell'ordine del giorno della 6ª Armata francese.
Il 29 marzo 1918 venne nominato comandante in capo delle Forces françaises en Italie, i contingenti dell'esercito francesi, ammontanti a tre divisioni, impegnate sul fronte italiano per supportare l'esercito alleato uscito gravemente indebolito dalla battaglia di Caporetto. Divenne comandante in capo della nuova 12ª Armata dove erano stati concentrati i reparti francesi prima della decisiva battaglia di Vittorio Veneto; i soldati francesi diedero buona prova nel corso dell'offensiva finale del 1918 e il generale Graziani ebbe un ruolo di rilievo nella battaglia dirigendo la sua armata nell'attraversamento del Piave e nell'avanzata in pianura. Il 15 novembre 1918 venne nominato per i suoi meriti dal Regno d'Italia, generale d'armata del Regio Esercito.
Alla fine della Grande Guerra il generale Graziani prestò servizio in Romania assumendo il comando della Armata del Danubio nel 1919 e divenendo capo della missione militare francese in Ungheria e comandante del 1º corpo d'armata nel 1920. Il generale terminò la sua carriera come membro del Conseil supérieur de la guerre nel 1922 e poi come comandante del 18º corpo d'armata. Entrò a far parte della riserva nel 1924 dopo 45 anni di servizio, 12 campagne di guerra e una citazione all'ordine del giorno.

### Gradi
- 28/09/1912 : generale di brigata
- 18/12/1914 : generale di divisione
- 05/05/1916 : rango e prerogative di comandante di corpo d'armata
- 15/11/1918 : generale d'armata (Italia)
- 04/11/1921 : generale di divisione mantenuto eccezionalmente in attività oltre i limiti di età

## Onorificenze

### Onorificenze francesi
- Légion d'honneur : Chevalier (30/12/1895), Officier (10/07/1913), Commandeur (20/09/1916), Grand Officier (06/07/1919), Grand Croix (11/07/1924)

### Onorificenze straniere
- Ordine della Corona d'Italia (Italia) Cavaliere (26/12/07), Ufficiale (23/05/15), Commendatore (13/09/18), Grand'ufficiale (11/11/19), Gran Cordone (03/05/24)

### Posti di comando
- 16/07/1912 : direttore della fanteria al Ministero della Guerra
- 26/01/1913 : capo del gabinetto militare del ministro della Guerra
- 12/12/1913 : comandante della 12ª Brigata di fanteria e delle subdivisioni delle regioni di Caen, di Le Havre, di Falaise e di Lisieux
- 05/04/1914 : aggiunto al secondo sotto-capo di stato maggiore dell'esercito
- 29/08/1914 : secondo sotto-capo di stato maggiore dell'esercito
- 31/07/1915 : capo di stato maggiore generale dell'esercito dell'interno
- 21/09/1916 : a disposizione
- 21/02/1917 : aggiunto del comandante del 14º corpo d'armata
- 03/04/1917 : comandante della 28ª Divisione di fanteria
- 11/12/1917 : comandante del 17º corpo d'armata
- 29/03/1918 : comandante del 12º corpo d'armata
- 31/03/1918 - 15/03/1919 : comandante delle Forces françaises en Italie
  - 10/10/1918 - 15/03/1919 : comandante della 12ª Armata italo-francese
- 15/03/1919 : comandante della 12ª Regione militare (Limoges)
- 13/04/1919 : comandante dell'Armata del Danubio
- 12/10/1919 : capo della missione militare francese in Ungheria
- 01/05/1920 : in congedo
- 07/08/1920 : a disposizione
- 01/12/1920 : comandante del 18º corpo d'armata
- 26/11/1921 - 15/11/1924 : membro del Conseil supérieur de la guerre
- 14/08/1922 - 15/11/1924 : ispettore generale della fanteria
- 15/11/1924 : collocato nella riserva